# Luis Alberto Cuevas Contreras
Luis Alberto Cuevas Contreras (Temuco, 23 de marzo de 1896-Santiago, 29 de julio de 1973) fue un abogado y político chileno, miembro del Partido Radical (PR), el cual presidió en 1946 y 1964. Se desempeñó como ministro del Interior de su país, durante el gobierno del presidente Gabriel González Videla entre 1946 y 1947.

## Familia y estudios
Nació en la ciudad chilena de Temuco el 23 de marzo de 1896, hijo de Juan Cuevas Troncoso y Rosario Contreras Guerrero. Realizó sus estudios primarios y secundarios en el Internado Nacional Barros Arana. Continuó los superiores en la Facultad de Derecho de la Universidad de Chile, egresando como licenciado en ciencias jurídicas y sociales con la tesis La pericia médico-legal: sus imperfecciones en la práctica. Juró como abogado ante la Corte Suprema el 4 de noviembre de 1922.
Se casó con Nelly Campodónico Alfaro, con quien tuvo dos hijos, Eugenio y Juan.

## Carrera profesional
Se dedicó a ejercer su profesión en Santiago entre 1921 y 1923. El 1 de marzo de 1926, asumió presuntivamente como diputado presuntivo en representación de la 1ª Circunscripción Departamental (correspondiente a los departamentos de Pisagua y Tarapacá); sin embargo, el 23 de abril de ese año, el Tribunal Calificador de Elecciones (Tricel) ratificó a Carlos Contreras Labarca en la diputación.
Luego se trasladó a Iquique, desempeñándose en 1930 como consejero provincial del Colegio de Abogados de esa comuna, así como también, fungió como alcalde de la misma. En 1932, retornó a Santiago, y fue nombrado por el gobierno del presidente Arturo Alessandri como abogado procurador fiscal, función que ocupó hasta 1946. Paralelamente, en 1939, actuó como jefe de la Habitación Barata de la Caja de Crédito Hipotecario y fiscal de la Caja de Seguro Obligatorio. Asimismo, en 1945, fue nombrado por el presidente Juan Antonio Ríos como director general del Registro Civil de Chile.

## Carrera política
Militó en el Partido Radical (PR), siendo delegado ante la Junta Central de Antofagasta, secretario general en cinco oportunidades, vicepresidente y presidente de la colectividad, este último en 1946.
En ese mismo año, presidió la denominada «Convención de Izquierda» que proclamó como candidato a la elección presidencial del 4 de septiembre a su compañero de partido, Gabriel González Videla; del cual pasó a servir como su jefe de campaña.
El 17 de octubre de 1946 fue nombrado por el vicepresidente radical Juan Antonio Iribarren Cabezas como titular del Ministerio del Interior, en calidad de suplente. Desempeñaría el puesto hasta el 3 de noviembre de 1946, pero tras el triunfo de Gabriel González Videla en la elección presidencial, este lo mantuvo al mando de la cartera de Interior, la que dejó finalmente el 2 de agosto de 1947. Durante el ejercicio del cargo, le correspondió asumir como vicepresidente de la República, desde el 23 de junio hasta el 14 de julio de 1947; debido a una gira oficial de González Videla a Brasil.
A continuación, en 1948 fue nombrado como fiscal de la Caja de Crédito Hipotecario. Por otra parte, colaboró en la prensa con artículos literarios, políticos y administrativos. En 1942, fue director del periódico El Meridiano. También, fungió como director de la Compañía de Seguros "La Previsión", fue miembro del Automóvil Club y socio del Club Deportivo Universidad de Chile. Falleció en Santiago de Chile el 29 de julio de 1973, a los 77 años.